# Gestion des adresses IP
La gestion des adresses IP (IP address management, IPAM) est une méthode mise en œuvre dans les logiciels informatiques pour planifier et gérer l'attribution et l'utilisation des adresses IP et des ressources étroitement liées d'un réseau informatique. Il ne fournit généralement pas de services DNS ( Domain Name System ) et DHCP ( Dynamic Host Configuration Protocol ), mais gère les informations pour ces composants,.  
Des fonctionnalités supplémentaires, telles que le contrôle des réservations dans DHCP et d'autres capacités d'agrégation de données et de génération de rapports, sont également courantes. Les données suivies par un système IPAM peuvent inclure des informations telles que les adresses IP utilisées et les appareils et utilisateurs associés. La collecte centralisée de ces informations peut prendre en charge le dépannage et les enquêtes sur les abus. 
Les outils IPAM sont de plus en plus importants à mesure que de nouveaux réseaux IPv6 sont déployés avec de grands pools d'adresses de nombres hexadécimaux de 128 bits et de nouvelles techniques de sous-réseau.

## Liste des produits
| Solution                       | License                                        | Current release               | Latest Release | IPv6 support | VRF support | Database support                                |
| ------------------------------ | ---------------------------------------------- | ----------------------------- | -------------- | ------------ | ----------- | ----------------------------------------------- |
| 6connect                       | Commercial                                     | 6.1.1                         | 2017-12-01     | Oui          | Oui         | MySQL, ElasticSearch                            |
| Address Commander              | Commercial                                     | 5.11                          | 2017-04-01     | Oui          | Oui         | PostgreSQL, MySQL, Oracle                       |
| ApplianSys DNSBOX              | Commercial                                     | 3.10.4.2                      | 2019-03-19     | Oui          | Non         | Embedded PostgreSQL Database                    |
| Apteriks.com                   | Service géré par abonnement                    | 2019.1.5                      | 2019-05-22     | Oui          | Oui         | n/a                                             |
| BlueCat Networks,              | Commercial                                     | 8.3.0                         | 2017-09-28     | Oui          | Non         | Embedded PostgreSQL Database                    |
| BT Diamond IP,                 | Commercial                                     | 9.0.23                        | 2017-06-18     | Oui          | Oui         | MySQL, Oracle                                   |
| Calico                         | Apache                                         | 3.22.1                        | 2022-03-04     | Oui          | Non         | Etcd                                            |
| Cisco Network Registrar        | Commercial                                     | 7.2                           | 2011-04-27     | Oui          | Non         | Yes SQL                                         |
| Collins                        | Apache                                         | 2.2.0                         | 2017-10-11     | Oui          | Non         | MySQL MariaDB                                   |
| DCImanager                     | Commercial                                     | 6.8.0                         | 2020-12-22     | Oui          | Oui         | MySQL                                           |
| Device42                       | Commercial                                     | 15.20.00                      | 2019-07-22     | Oui          | Oui         | Embedded PostgreSQL Database                    |
| Easy-IP                        | Commercial                                     | 7.0.1                         | 2015-03-31     | Oui          | Oui         | FirebirdSQL                                     |
| EfficientIP                    | Commercial                                     | 8.4                           | 2024-09-09     | Oui          | Oui         | Embedded DDBMS                                  |
| FusionLayer Infinity           | Commercial                                     | 2.7.6.0                       | 2020-02-25     | Oui          | Oui         | Hybrid PostgreSQL & NoSQL                       |
| GestióIP,                      | GPLv3                                          | 3.5                           | 2021-01-04     | Oui          | Oui         | MySQL                                           |
| GLPI-IPAM                      | GPLv2                                          | 1.1                           | 2014-08-12     | Oui          | Non         | MySQL                                           |
| HaCi                           | GPLv2                                          | 0.98c                         | 2015-03-04     | Oui          | ?           | MySQL, PostgreSQL                               |
| i-doit                         | Commercial                                     | 1.9.1                         | 2017-06-19     | Oui          | Oui         | MariaDB/MySQL                                   |
| Infoblox                       | Commercial                                     | 8.3.2                         | 2018-11-07     | Oui          | Oui         | Embedded real-time distributed database         |
| IP-Admin                       | Commercial                                     | 5.0                           | 2012-06-01     | Non          | Oui         | Microsoft SQL Server                            |
| IPplan                         | GPLv3                                          | 6.00Beta                      | 2010-04-29     | Oui          | Non         | PostgreSQL, MySQL, Oracle, Microsoft SQL Server |
| MAAS - Metal as a Service      | GNU General Public License                     | 2.0                           | 2016-04-23     | Oui          | Non         | PostgreSQL                                      |
| Men&Mice Suite                 | Commercial                                     | 9.3                           | 2020-01-16     | Oui          | Oui         | internal SQLite, Microsoft SQL Server           |
| Microsoft                      | Commercial                                     | Windows Server 2012 R2 / 2016 | 2013-10-17     | Oui          | Non         | Windows Internal Database, Microsoft SQL Server |
| Morpheus                       | Commercial                                     | 2.8.4                         | 2016-10-19     | Oui          | Oui         | PostgreSQL, MySQL, Oracle, Microsoft SQL Server |
| MyIP                           | GPLv3                                          | 1.0                           | 2011-05-18     | Oui          | Oui         | MySQL                                           |
| NetBox                         | Apache                                         | 3.5.6                         | 2023-07-10     | Oui          | Oui         | PostgreSQL                                      |
| NetDB                          | GPLv2                                          | 4.6.2R1                       | 2011-08-25     | Oui          | Non         | Oracle                                          |
| Netdot                         | GPL                                            | 1.0.7                         | 2015-01-08     | Oui          | Non         | MySQL, PostgreSQL                               |
| Netmagis                       | CeCILL-B (compatible with BSD)                 | 2.3.6                         | 2018-07-26     | Oui          | Oui         | PostgreSQL                                      |
| NIPAP                          | MIT                                            | 0.29.6                        | 2016-11-25     | Oui          | Oui         | PostgreSQL                                      |
| NameSurfer                     | Commercial                                     | 7.6.7                         | 2020-01-27     | Oui          | Oui         | PostgreSQL                                      |
| NOC                            | BSD                                            | 15.05.1                       | 2015-05-20     | Oui          | Oui         | PostgreSQL                                      |
| NSoT                           | Apache                                         | 1.4.6                         | 2019-10-21     | Oui          | Non         | MySQL, Oracle, PostgreSQL, SQLite               |
| OpenNetAdmin                   | GPLv2                                          | 18.1.1                        | 2018-01-03     | Oui          | Non         | MySQL (via adodb)                               |
| Pandora FMS IPAM ext.          | GNU General Public License or proprietary EULA | 7.0 NG 715                    | 2017-11-15     | Oui          | Non         | MySQL                                           |
| phpIP                          | GPL                                            | 4.3.2                         | 2006-11-06     | Non          | Non         | MySQL                                           |
| phpIPAM                        | GPLv3                                          | 1.5.2                         | 2023-03-06     | Oui          | Oui         | MySQL, MariaDB                                  |
| RackTables                     | GPLv2                                          | 0.22.0                        | 2022-02-16     | Oui          | Non         | MySQL, MariaDB                                  |
| Ralph                          | Apache                                         | 20220301.1                    | 2022-03-01     | Oui          | Non         | MySQL                                           |
| Route Inventory Management     | Commercial                                     | 1.18                          | 2013-02-04     | Oui          | Non         | Embedded database                               |
| Sauron                         | GPL                                            | 0.7.3                         | 2010-02-19     | Non          | Non         | PostgreSQL                                      |
| SolarWinds IP Address Manager, | Commercial                                     | 4.6                           | 2017-12-04     | Oui          | Non         | Microsoft SQL Server                            |
| subnetsmngr                    | GPLv2                                          | 2.0                           | 2011-11-23     | Oui          | Non         | PostgreSQL                                      |
| TeemIp                         | AGPLv3                                         | 2.5.1                         | 2019-12-11     | Oui          | Oui         | MySQL                                           |
| VitalQIP                       | Commercial                                     | 8.1.2                         | 2017-01-27     | Oui          | Oui         | Sybase, Oracle                                  |
| ZDNS                           | Commercial                                     | 3.8.2.1                       | 2017-02-13     | Oui          | Oui         | SQLite, MySQL                                   |